# Van Biesbroeck (cràter)
Van Biesbroeck és un petit cràter d'impacte de la Lluna que interromp la vora sud de Krieger, un cràter inundat de lava pertanyent a l'Oceanus Procellarum.

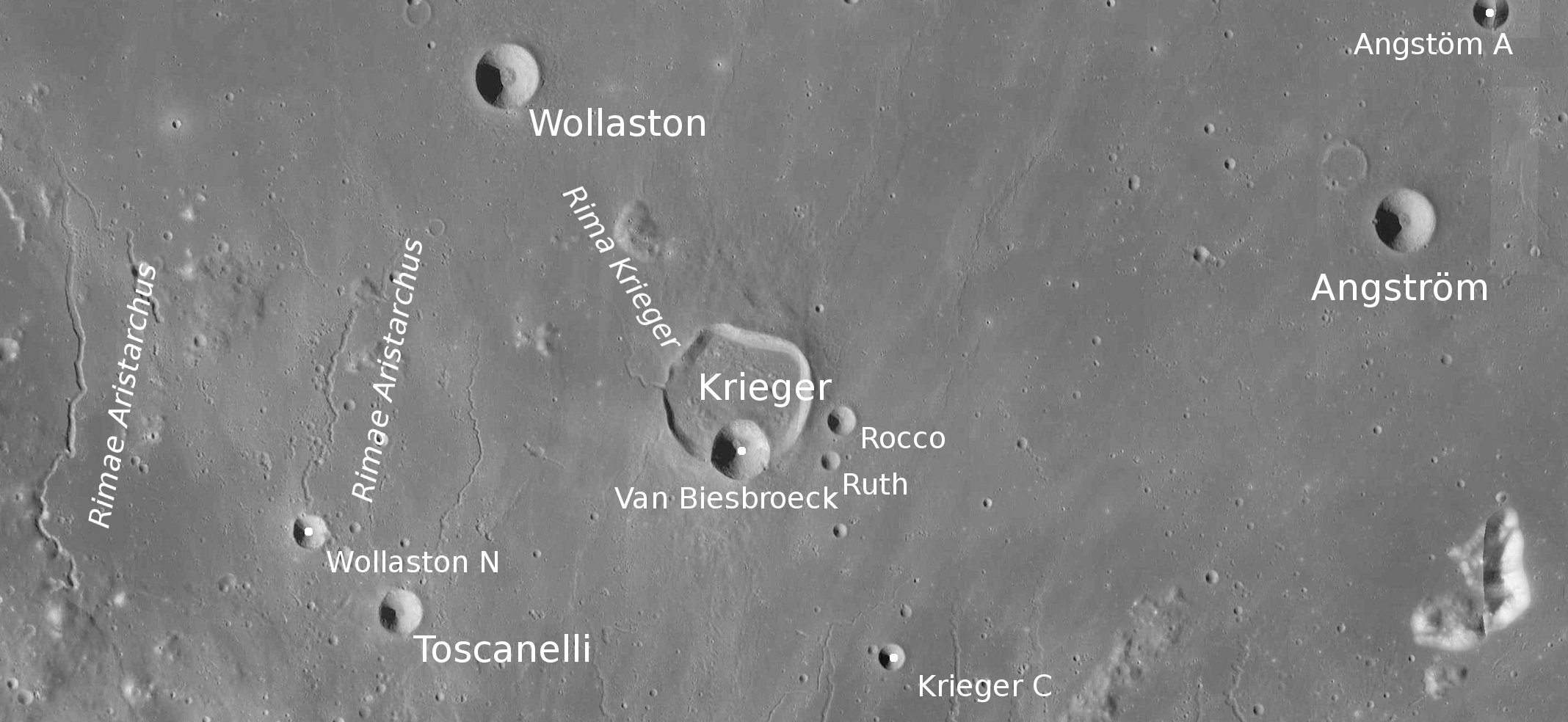
Localització de Van Biesbroeck (centre de la imatge) (fotografia de la missió LRO)
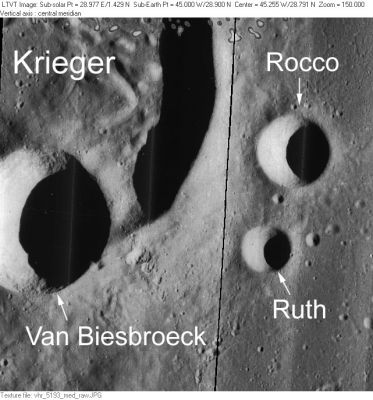
Van Biesbroeck, Rocco i Ruth envoltant a Krieger

El cràter és circular i simètric, amb parets interiors inclinades que descendeixen fins a una petita plataforma interior. Van Biesbroeck va ser anomenat Krieger B abans que la UAI li assignés el seu nom actual.